# Список птиц России
Список птиц России — список всех видов птиц, которые были зарегистрированы на территории России. Список включает в себя около 790 видов. Среди них имеются эндемики: дикуша, краснозобая казарка, черный журавль, журавль-стерх, розовая чайка, охотский и пепельный улиты, кулик-лопатень, песочники — большой, длиннопалый, острохвостый и краснозобик, кроншнеп-малютка, чирок-клоктун, сибирская завирушка, дрозд Науманна, сибирская чечевица, желтобровая овсянка и сибирский конёк. Вымерших или исчезнувших птиц с территории России — 7 видов, среди которых красноногий ибис (последняя находка вида на территории страны сделана в 1990 году в Амурской области в устье реки Большая Иска), Стеллеров баклан и другие.
Всего фауна птиц России (с учётом подвидов и т. д.) включает 1334 географических формы птиц. Современную гнездовую фауну составляют около 657 видов. Около 110 видов составляют залётные птицы, встречающиеся на сезонных миграциях или зимовках. Орнитофауна бывшего СССР по уточнённым данным на 2014 год составляет 912 видов.
Данный список объединяет таксоны видового и подвидового уровня, которые были зарегистрированы на территории России и приводились для неё исследователями в литературных публикациях. Список состоит из русских названий и биноменов (двухсловных названий, состоящих из сочетания имени рода и имени вида). Список основан на работе «Фауна птиц стран Северной Евразии в границах бывшего СССР. Списки видов» (Коблик, Архипов; 2014), если не указаны другие источники. Отряды в списке расположены в систематическом порядке, принятом в настоящее время Международным союзом орнитологов (IOC World Bird List v 9.1).

## Птицы России

### ОтрядКурообразные— Galliformes

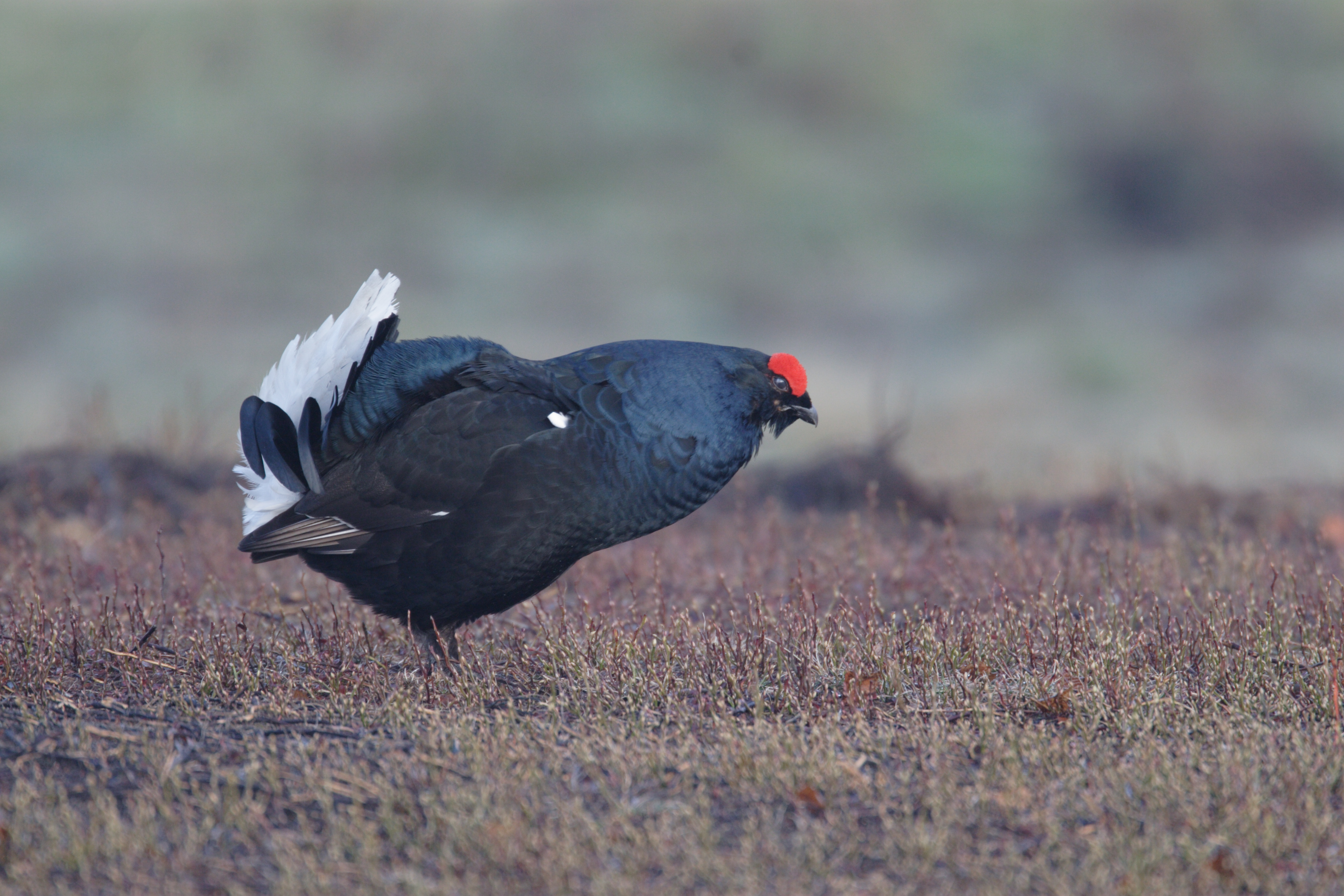
Тетерев-косач (Lyrurus tetrix)

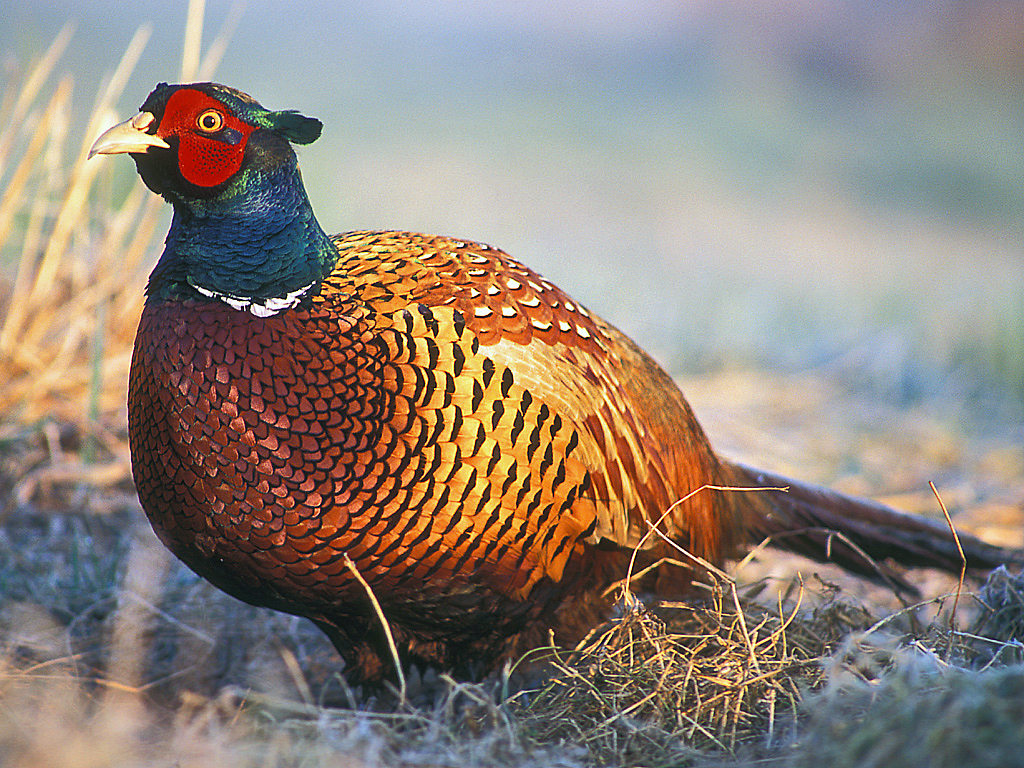
Фазан обыкновенный (Phasianus colchicus)

- Семейство Фазановые — Phasianidae
  - Falcipennis falcipennis — Дикуша
  - Lagopus lagopus — Белая куропатка
  - Lagopus mutus — Тундряная куропатка
  - Tetrao parvirostris — Каменный глухарь
  - Tetrao urogallus — Глухарь
  - Lyrurus tetrix — Тетерев-косач
  - Lyrurus mlokosiewiczi — Кавказский тетерев
  - Tetrastes bonasia — Рябчик
  - Tetraogallus caucasicus — Кавказский улар
  - Tetraogallus altaicus — Алтайский улар
  - Alectoris chukar — Азиатский кеклик
  - Perdix perdix — Серая куропатка
  - Perdix dauurica — Бородатая куропатка, или даурская куропатка
  - Coturnix japonica — Немой перепел, или японский перепел
  - Coturnix coturnix — Перепел
  - Phasianus colchicus — Фазан

### ОтрядГусеобразные— Anseriformes
- Семейство Утиные — Anatidae
  - Cygnus olor — Лебедь-шипун
  - Cygnus bewickii — Малый лебедь, или тундровый лебедь
  - Cygnus buccinator — Лебедь-трубач
  - Cygnus cygnus — Лебедь-кликун
  - Cygnus columbianus — Американский лебедь
  - Anser cygnoides — Сухонос
  - Anser fabalis — Гуменник
  - Anser brachyrhynchus — Короткоклювый гуменник
  - Anser albifrons — Белолобый гусь
  - Anser erythropus — Пискулька
  - Anser anser — Серый гусь
  - Anser indicus — Горный гусь
  - Anser caerulescens — Белый гусь
  - Anser rossii — Гусь Росса
  - Anser canagicus — Гусь-белошей
  - Branta bernicla — Чёрная казарка

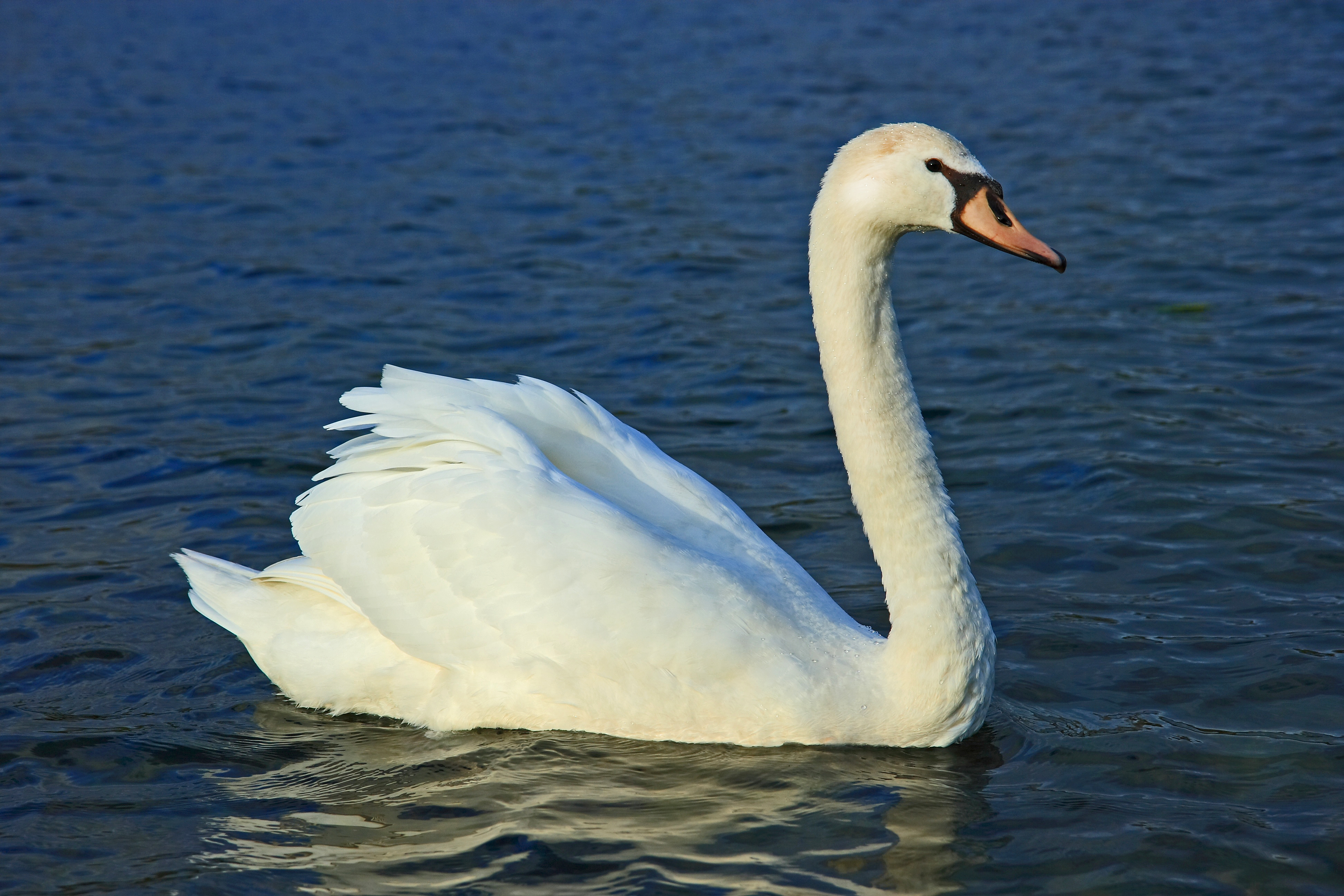
Лебедь-шипун (Cygnus olor)

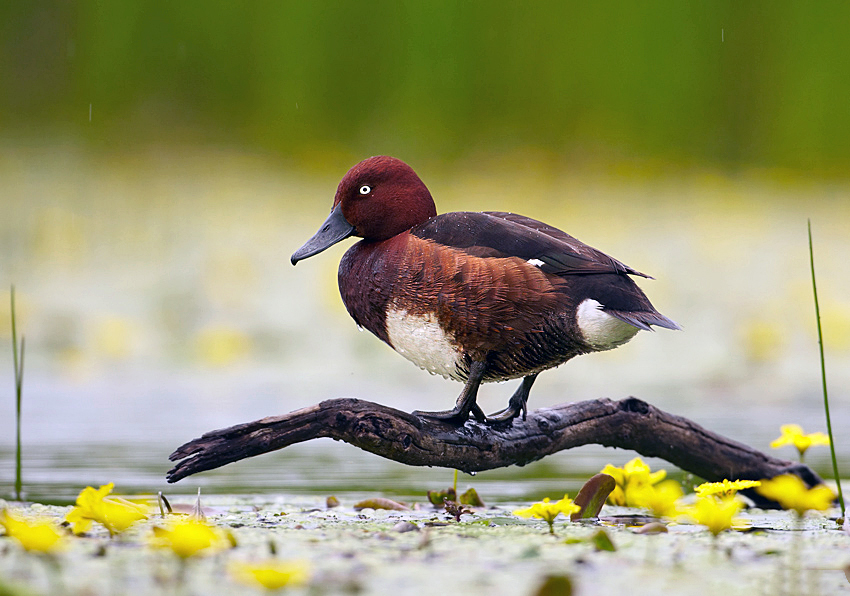
Белоглазый нырок (Aythya nyroca)

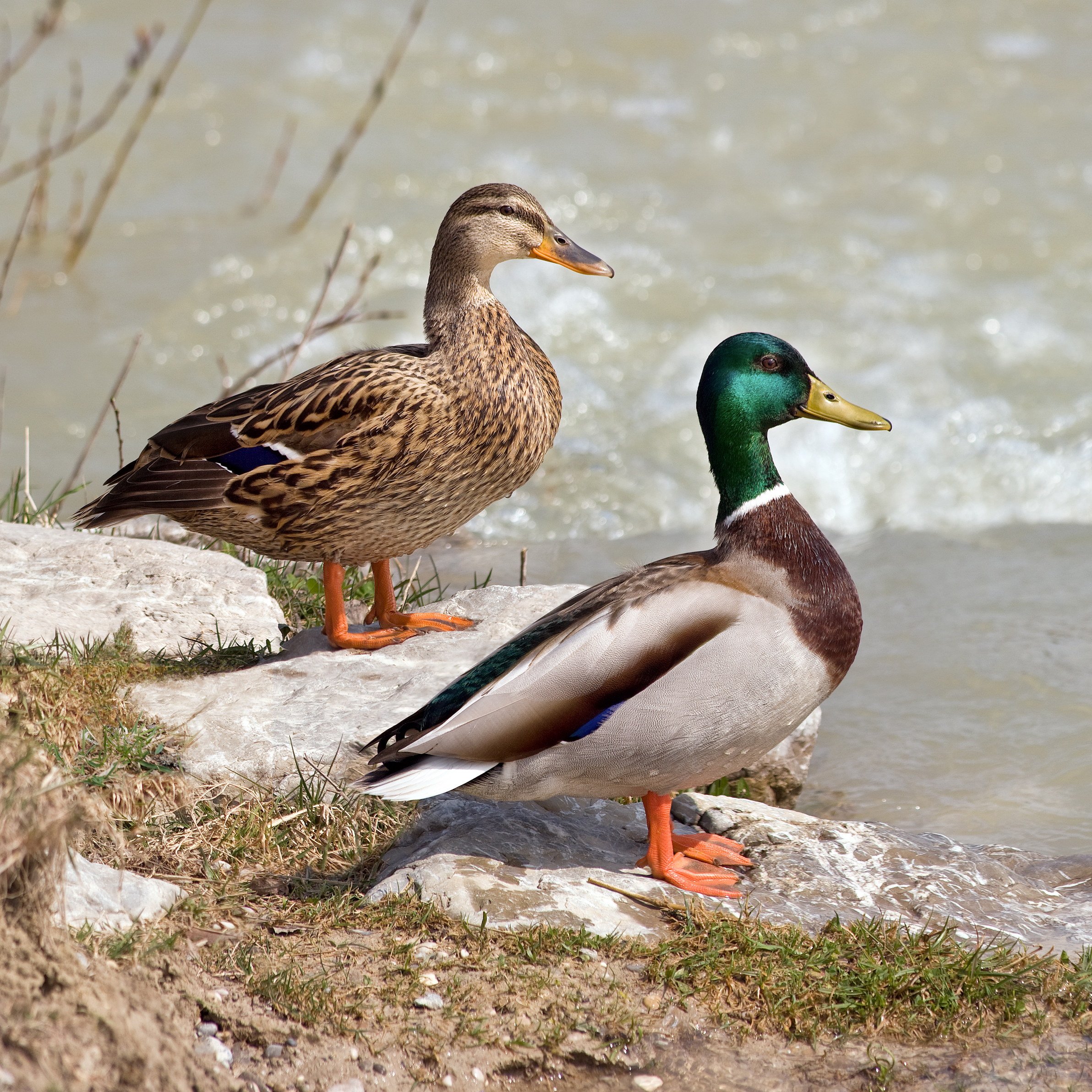
Кряква (Anas platyrhynchos)

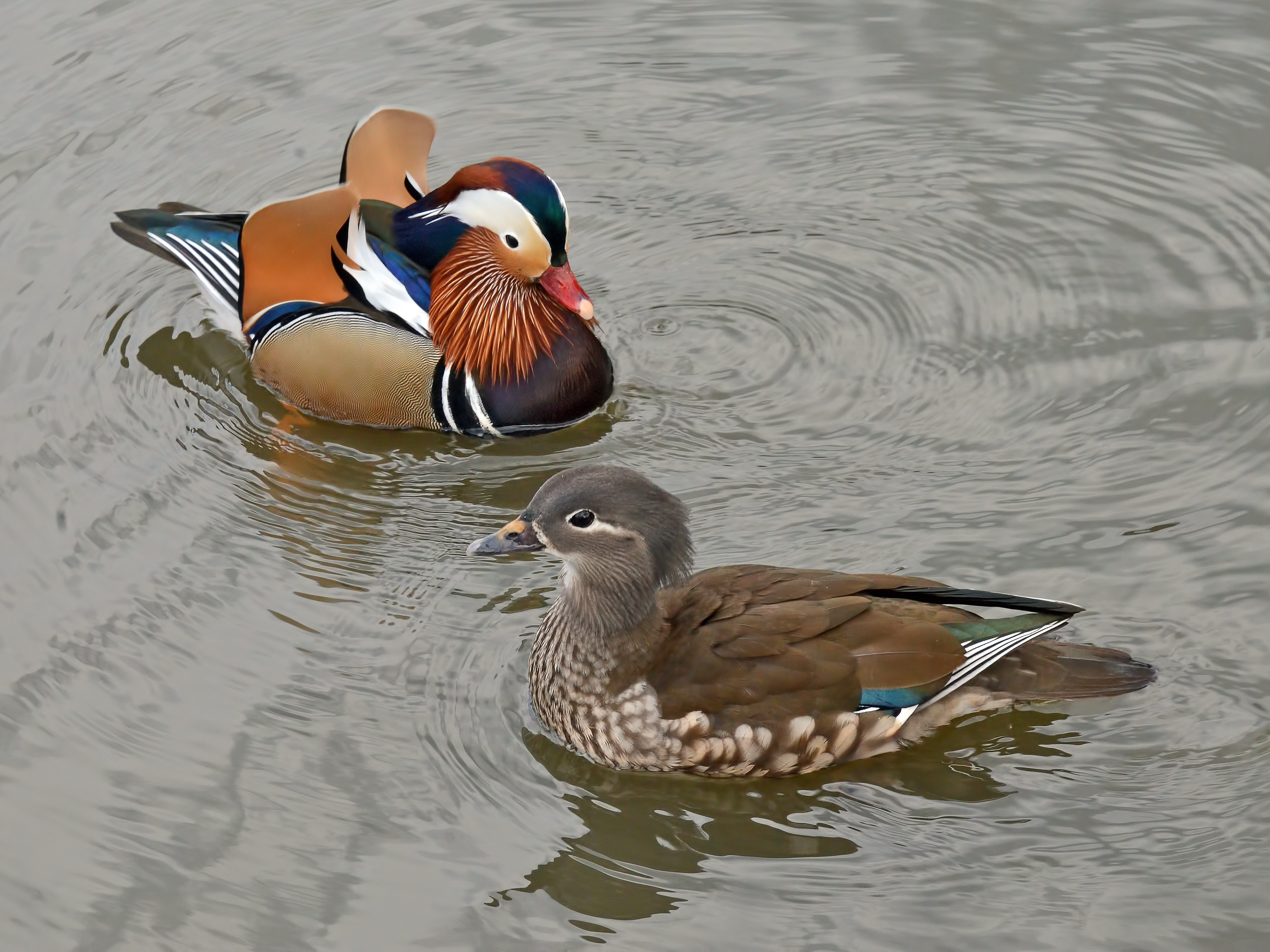
Мандаринка (Aix galericulata)

  - Branta leucopsis — Белощёкая казарка
  - Branta hutchinsii — Малая канадская казарка
  - Branta canadensis — Канадская казарка
  - Branta ruficollis — Краснозобая казарка
  - Tadorna ferruginea — Огарь, или красная утка
  - Tadorna tadorna — Пеганка, или галогаз
  - Tadorna cristata — Хохлатая пеганка
  - Aix galericulata — Мандаринка
  - Anas penelope — Свиязь, или свияга
  - Anas americana — Американская свиязь
  - Anas falcata — Касатка, или косатый селезень
  - Anas strepera — Серая утка, или серуха, или полукряква
  - Anas formosa — Клоктун
  - Anas crecca — Чирок-свистунок, или свистун, или малый чирок
  - Anas carolinensis — Зеленокрылый чирок
  - Anas platyrhynchos — Кряква
  - Anas poecilorhyncha — Пестроносая кряква
  - Anas zonorhyncha — Чёрная кряква
  - Anas acuta — Шилохвость
  - Anas querquedula — Чирок-трескунок, или храпунок, или сизокрылый чирок
  - Anas clypeata — Широконоска
  - Marmaronetta angustirostris — Мраморный, или узконосый, чирок
  - Netta rufina — Красноносый, или красный, нырок
  - Aythya ferina — Красноголовый нырок, или красноголовая чернеть
  - Aythya valisineria — Парусиновый нырок
  - Aythya americana — Американский красноголовый нырок, или американская чернеть
  - Aythya nyroca — Белоглазый нырок, или белоглазая чернеть
  - Aythya baeri — Бэров нырок, или нырок Бэра
  - Aythya fuligula — Хохлатая чернеть
  - Aythya marila — Морская чернеть, или чернь
  - Aythya affinis — Малая морская чернеть
  - Somateria mollissima — Обыкновенная гага
  - Somateria spectabilis — Гага-гребенушка
  - Somateria fischeri — Очковая, или Фишерова гага
  - Polysticta stelleri — Сибирская, или малая, или Стеллерова гага
  - Histrionicus histrionicus — Каменушка, или пестрошейка
  - Clangula hyemalis — Морянка, или саук
  - Melanitta americana — Американская синьга
  - Melanitta nigra — Синьга, или чёрный турпан
  - Melanitta perspicillata — Пестроносый турпан
  - Melanitta fusca — Турпан, или чёрная утка
  - Melanitta deglandi — Горбоносый турпан
  - Bucephala clangula — Гоголь, или дупленка
  - Bucephala islandica — Исландский гоголь
  - Bucephala albeola — Гоголь-головастик, или малый гоголь
  - Mergus albellus (Mergellus albellus) — Луток
  - Mergus serrator — Длинноносый, или средний, крохаль
  - Mergus merganser — Большой крохаль
  - Mergus squamatus — Чешуйчатый крохаль
  - Oxyura leucocephala — Савка

### ОтрядГагарообразные— Gaviiformes

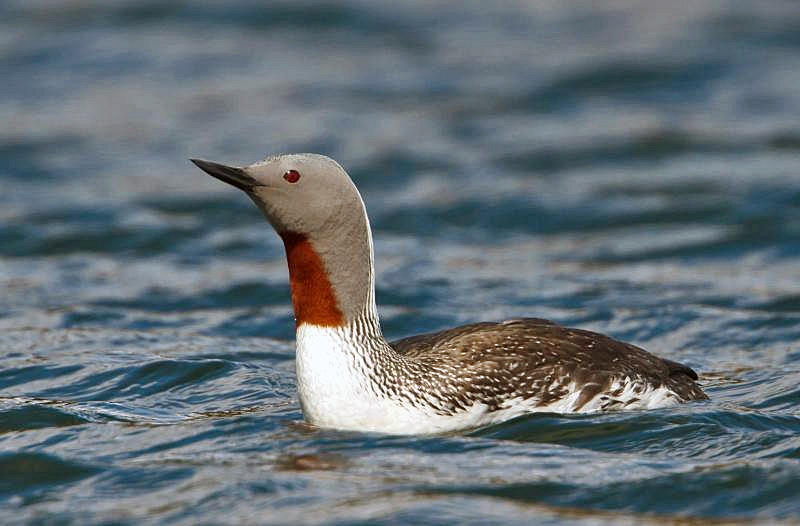
Краснозобая гагара (Gavia stellata)

- Семейство Гагаровые — Gaviidae
  - Gavia stellata — Краснозобая гагара
  - Gavia arctica — Чернозобая гагара
  - Gavia pacifica — Белошейная гагара
  - Gavia immer — Полярная гагара, или черноклювая гагара
  - Gavia adamsii — Белоклювая гагара

### ОтрядБуревестникообразные, илиТрубконосые— Procellariiformes
- Семейство Альбатросовые, или Альбатросы — Diomedeidae
  - Белоспинный альбатрос — Phoebastria albatrus
  - Темноспинный альбатрос — Phoebastria immutabilis
  - Черноногий альбатрос — Phoebastria nigripes
- Семейство Буревестниковые, или Буревестники — Procellariidae
  - Глупыш — Fulmarus glacialis
  - Бонинский тайфунник (белолобый, или средний, тайфунник, или тайфунник Сальвина) — Pterodroma hypoleuca
  - Пёстрый тайфунник, или тайфунник Пиля — Pterodroma inexpectata[4]
  - Тайфунник Соландера (тайфунник Соландра, буроголовый тайфунник) — Pterodroma solandri[5]
  - Пестролицый буревестник — Calonectris leucomelas
  - Левантский буревестник — Puffinus yelkouan
  - Ardenna carneipes — Бледноногий буревестник, или толстоклювый буревестник[6]
  - Серый, или тёмный, буревестник — Puffinus griseus[7]
  - Ardenna tenuirostris — Тонкоклювый буревестник
  - Буллеров буревестник, или буревестник Буллера — Puffinus bulleri[8]
  - Большой пестробрюхий буревестник — Puffinus gravis
- Семейство Качурковые, или Качурки — Hydrobatidae
  - Hydrobates monorhis — Малая качурка, или вилохвостая качурка
  - Hydrobates castro — Мадейрская качурка
  - Hydrobates pelagicus — Прямохвостая качурка
  - Hydrobates leucorhoa — Северная качурка
  - Hydrobates furcata — Сизая качурка

### ОтрядПеликанообразные— Pelecaniformes
- Семейство Ибисовые — Threskiornithidae
  - Каравайка — Plegadis falcinellus
  - Колпица — Platalea leucorodia
  - Малая колпица — Platalea minor
  - Красноногий ибис — Nipponia nippon
  - Священный ибис — Threskiornis aethiopicus
  - Черноголовый ибис — Threskiornis melanocephalus
- Семейство Цаплевые — Ardeidae
  - Рыжая цапля — Ardea purpurea
  - Серая цапля — Ardea cinerea
  - Белокрылая цапля — Ardeola bacchus
  - Жёлтая цапля — Ardeola ralloides
  - Большая белая цапля — Egretta alba
  - Средняя белая цапля — Egretta intermedia
  - Малая белая цапля — Egretta garzetta
  - Желтоклювая цапля — Egretta eulophotes
  - Большая выпь — Botaurus stellaris
  - Египетская цапля — Bubulcus ibis
  - Зелёная кваква — Butorides striatus
  - Обыкновенная кваква — Nycticorax nycticorax
  - Амурский волчок, или амурская выпь — Ixobrychus eurhythmus
  - Китайский волчок, или китайская выпь — Ixobrychus sinensis
  - Малая выпь или волчок — Ixobrychus minutus
  - Коричневый (охристый) волчок, или охристая выпь — Ixobrychus cinnamomeus
  - Японская кваква, или японская выпь — Gorsachius goisagi
- Семейство Пеликановые — Pelecanidae
  - Розовый пеликан — Pelecanus onocrotalus
  - Кудрявый пеликан — Pelecanus crispus

### ОтрядОлушеобразные— Suliformes
- Семейство Фрегатовые — Fregatidae
  - Фрегат-ариэль — Fregata ariel[9]
- Семейство Олушевые — Sulidae
  - Северная олуша — Morus bassana
  - Красноногая олуша — Sula sula
  - Бурая олуша — Sula leucogaster
- Семейство Баклановые — Phalacrocoracidae
  - Хохлатый баклан — Gulosus aristotelis
  - Малый баклан — Microcarbo pygmaeus
  - Ушастый баклан — Nannopterum auritus
  - Большой баклан — Phalacrocorax carbo
  - Уссурийский, или японский, баклан — Phalacrocorax capillatus
  - Берингов, или берингийский, баклан — Urile pelagicus
  - Краснолицый баклан — Urile urile[10]
  - Стеллеров, или очковый, баклан — Urile perspicillatus (истреблён к 1852 году)[1]

### ОтрядАистообразные, илиГоленастые— Ciconiiformes
- Семейство Аистовые — Ciconiidae
  - Белый аист — Ciconia ciconia
  - Дальневосточный аист — Ciconia boyciana
  - Чёрный аист — Ciconia nigra

### ОтрядФламингообразные— Phoenicopteriformes
- Семейство Фламинговые — Phoenicopteridae
  - Обыкновенный фламинго — Phoenicopterus roseus

### ОтрядПоганкообразные— Podicipediformes
- Семейство Поганковые — Podicipedidae
  - Tachybaptus ruficollis — Малая поганка
  - Podiceps nigricollis — Черношейная поганка
  - Podiceps auritus — Красношейная поганка
  - Podiceps grisegena — Серощекая поганка
  - Podiceps cristatus — Чомга, или большая поганка

### ОтрядЯстребообразные— Accipitriformes
- Семейство Скопиные — Pandionidae
  - Pandion haliaetus — Скопа
- Семейство Ястребиные — AccipitridaeКрасный коршун (Milvus milvus)

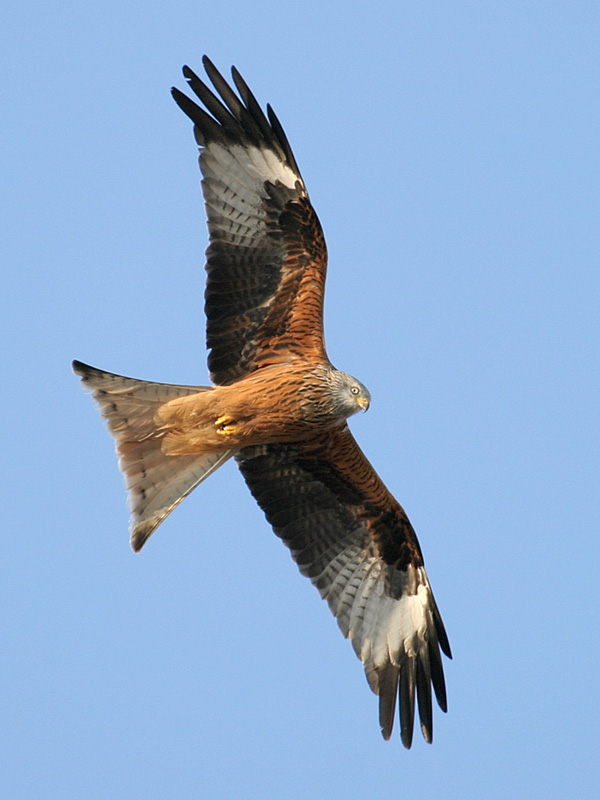
Красный коршун (Milvus milvus)

  - Pernis apivorus — Обыкновенный осоед
  - Pernis ptilorhynchus — Хохлатый осоед
  - Milvus milvus — Красный коршун
  - Milvus migrans — Чёрный коршун
  - Haliaeetus leucoryphus — Орлан-долгохвост
  - Haliaeetus albicilla — Орлан-белохвост
  - Haliaeetus leucocephalus — Белоголовый орлан
  - Haliaeetus pelagicus — Белоплечий орлан
  - Gypaetus barbatus — Бородач
  - Neophron percnopterus — Стервятник
  - Gyps bengalensis — Бенгальский гриф
  - Gyps himalayensis — Гималайский гриф
  - Gyps fulvus — Белоголовый сип
  - Aegypius monachus — Чёрный гриф
  - Circaetus gallicus — Змееяд
  - Circus aeruginosus — Болотный, или камышовый, лунь
  - Circus spilonotus — Восточный болотный лунь
  - Circus cyaneus — Полевой лунь
  - Circus macrourus — Степной лунь
  - Circus melanoleucos — Пегий лунь
  - Circus pygargus — Луговой лунь
  - Accipiter badius — Туркестанский тювик
  - Accipiter brevipes — Европейский тювик
  - Accipiter soloensis — Короткопалый, или китайский, ястреб
  - Accipiter gularis — Малый, или японский, перепелятник
  - Accipiter nisus — Перепелятник, или малый ястреб
  - Accipiter gentilis — Тетеревятник, или большой ястреб
  - Butastur indicus — Ястребиный сарыч
  - Buteo buteo — Канюк, или обыкновенный канюк, или сарыч
  - Buteo rufinus — Курганник
  - Buteo hemilasius — Мохноногий курганник
  - Buteo lagopus — Зимняк, или мохноногий канюк
  - Aquila pomarina — Малый подорлик
  - Aquila clanga — Большой подорлик
  - Aquila nipalensis — Степной орёл
  - Aquila heliaca — Могильник
  - Aquila chrysaetos — Беркут
  - Hieraaetus pennatus (Aquila pennata) — Орёл-карлик
  - Nisaetus nipalensis — Хохлатый, или восточный хохлатый, орёл

### ОтрядСоколообразные— Falconiformes
- Семейство Соколиные — Falconidae
  - Falco naumanni — Степная пустельга
  - Falco tinnunculus — Обыкновенная пустельга
  - Falco vespertinus — Кобчик
  - Falco amurensis — Амурский кобчик
  - Falco columbarius — Дербник
  - Falco cherrug — Балобан
  - Falco rusticolus — Кречет
  - Falco altaicus — Алтайский сокол
  - Falco peregrinus pelegrinoides — Шахин
  - Falco peregrinus — Сапсан
  - Falco subbuteo — Чеглок

### ОтрядЖуравлеобразные— Gruiformes
- Семейство Журавлиные — Gruidae
  - Anthropoides virgo — Красавка, или малый журавль
  - Grus leucogeranus — Стерх, или белый журавль
  - Grus canadensis — Канадский журавль
  - Grus vipio — Даурский журавль
  - Grus grus — Серый журавль
  - Grus monacha — Чёрный журавль, или журавль-монах
  - Grus japonensis — Японский, или маньчжурский, или уссурийский, журавль
- Семейство Пастушковые — RallidaeКоростель (Crex crex)

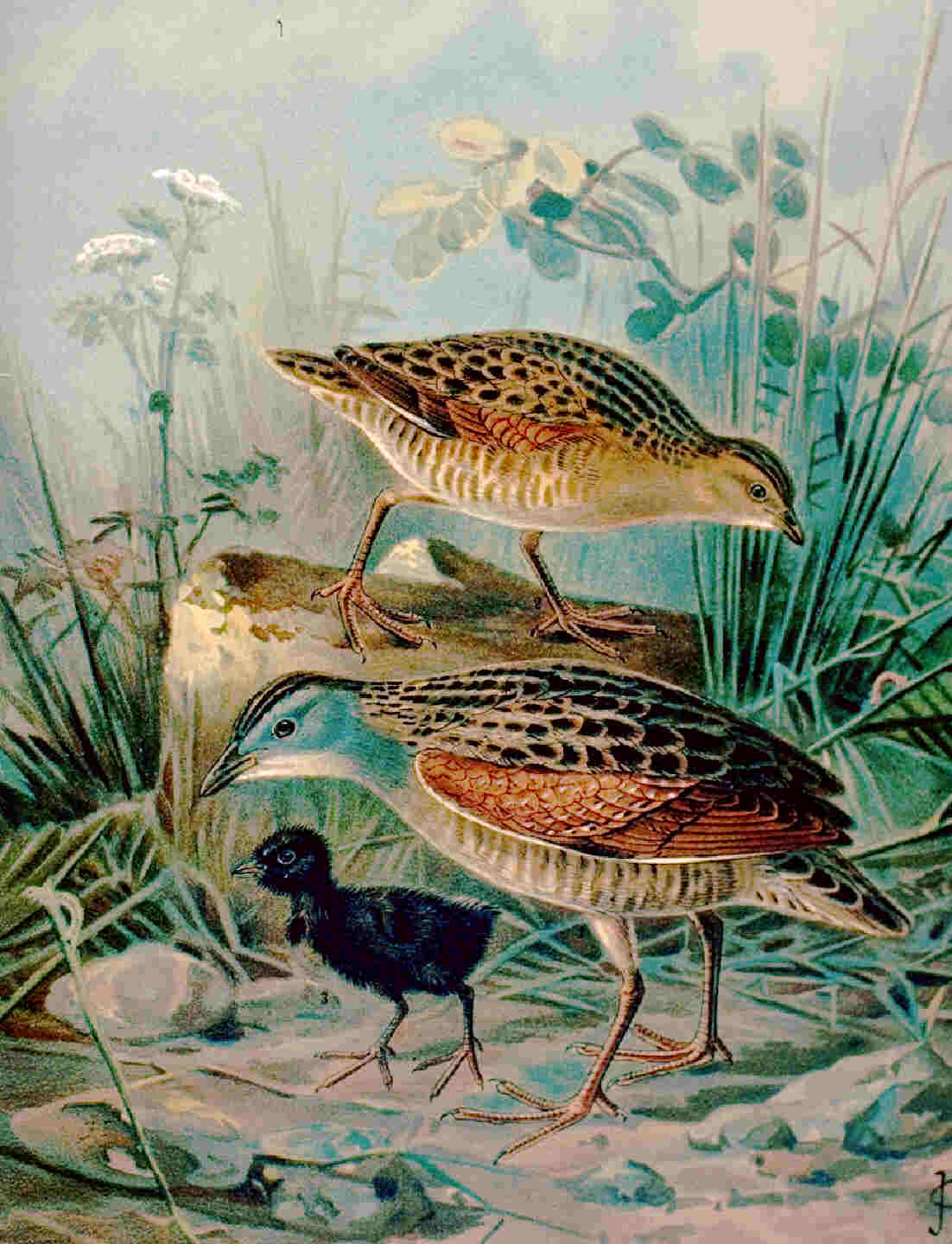
Коростель (Crex crex)

  - Coturnicops exquisitus — Белокрылый погоныш
  - Rallus aquaticus — Водяной пастушок, или пастушок
  - Crex crex — Коростель
  - Amaurornis phoenicurus — Белогрудый погоныш
  - Porzana parva — Малый погоныш
  - Porzana pusilla — Погоныш-крошка
  - Porzana porzana — Погоныш
  - Porzana carolina — Каролинский погоныш
  - Porzana fusca — Красноногий погоныш
  - Porzana paykullii — Большой погоныш
  - Gallicrex cinerea — Рогатая камышница
  - Porphyrio poliocephalus (Porphyrio porphyrio) — Султанка
  - Gallinula chloropus — Камышница, или водяная курочка
  - Fulica atra — Лысуха

### ОтрядДрофообразные— Otidiformes
- Семейство Дрофиные — Otididae
  - Otis tarda — Дрофа
  - Chlamydotis  macqueenii — Джек, или вихляй, или дрофа-красотка
  - Tetrax tetrax — Стрепет

### ОтрядРжанкообразные— Charadriiformes
- Семейство Якановые — Jacanidae
  - Hydrophasianus chirurgus — Водяной фазанчик, или фазанохвостая якана
- Семейство Цветные бекасы — Rostratulidae
  - Rostratula benghalensis — Цветной бекас
- Семейство Кулики-сороки — Haematopodidae
  - Haematopus bachmani — Чёрный кулик-сорока
  - Haematopus ostralegus — Кулик-сорока
- Семейство Серпоклювы — Ibidorhynchidae
  - Ibidorhyncha struthersii — Серпоклюв
- Семейство Шилоклювые — Recurvirostridae
  - Himantopus himantopus — Ходулочник
  - Recurvirostra avosetta — Шилоклювка
- Семейство Авдотковые — Burhinidae
  - Burhinus oedicnemus — Авдотка
- Семейство Тиркушковые — Glareolidae
  - Cursorius cursor — Бегунок
  - Glareola pratincola — Луговая тиркушка
  - Glareola maldivarum — Восточная тиркушка
  - Glareola nordmanni — Степная тиркушка
- Семейство Ржанковые — CharadriidaeЧибис (Vanellus vanellus)
  - Vanellus vanellus — Чибис
  - Vanellus cinereus — Серый чибис
  - Vanellus indicus — Украшенный чибис
  - Vanellus gregarius — Кречётка
  - Vanellus leucurus — Белохвостая пигалица

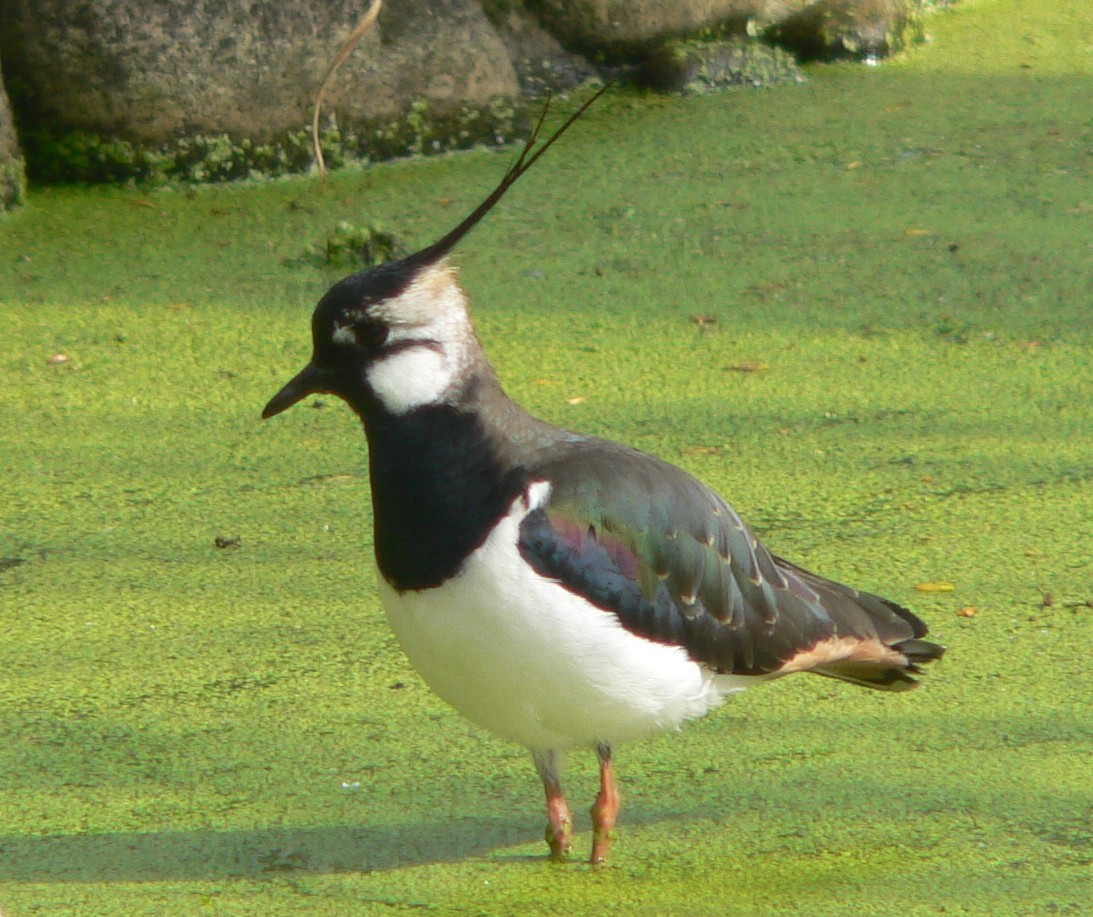
Чибис (Vanellus vanellus)

  - Pluvialis fulva — Бурокрылая, или азиатская бурокрылая, ржанка
  - Pluvialis dominica — Американская  бурокрылая ржанка
  - Pluvialis apricaria — Золотистая ржанка
  - Pluvialis squatarola — Тулес
  - Charadrius hiaticula — Галстучник
  - Charadrius semipalmatus — Перепончатопалый галстучник
  - Charadrius placidus — Уссурийский зуёк
  - Charadrius dubius — Малый зуёк, или малый галстучник
  - Charadrius vociferus — Крикливый, или двугалстучный, зуёк
  - Charadrius alexandrinus — Морской зуёк
  - Charadrius mongolus — Монгольский, или коротконосый, зуёк
  - Charadrius leschenaultii — Толстоклювый, или большеклювый, зуёк
  - Charadrius asiaticus — Каспийский зуёк
  - Charadrius veredus — Восточный зуёк
  - Eudromias morinellus (Charadrius morinellus) — Хрустан
  - Arenaria interpres — Камнешарка
  - Arenaria melanocephala — Чёрная камнешарка
- Семейство Бекасовые — Scolopacidae
  - Scolopax rusticola — Вальдшнеп
  - Lymnocryptes minima — Гаршнеп
  - Gallinago solitaria — Горный дупель, или бекас-отшельник
  - Gallinago hardwickii — Японский бекас
  - Gallinago stenura — Азиатский бекас
  - Gallinago delicata — Американский бекас
  - Gallinago megala — Лесной дупель
  - Gallinago media — Дупель
  - Gallinago gallinago — Бекас
  - Limnodromus scolopaceus — Американский бекасовидный веретенник
  - Limnodromus semipalmatus — Азиатский бекасовидный веретенник
  - Limosa limosa — Большой веретенник
  - Limosa lapponica — Малый веретенник
  - Numenius borealis — Эскимосский кроншнеп
  - Numenius minutus — Кроншнеп-малютка
  - Numenius phaeopus — Средний кроншнеп
  - Numenius tenuirostris — Тонкоклювый, или малый, кроншнеп
  - Numenius arquata — Большой кроншнеп
  - Numenius madagascariensis — Дальневосточный кроншнеп
  - Numenius tahitiensis — Таитянский кроншнеп
  - Xenus cinereus — Мородунка
  - Actitis hypoleucos — Перевозчик
  - Actitis macularia — Пятнистый перевозчик
  - Tringa ochropus — Черныш
  - Heteroscelus brevipes (Tringa brevipes) — Сибирский пепельный улит
  - Heteroscelus incanus (Tringa incana) — Американский пепельный улит
  - Tringa erythropus — Щёголь
  - Tringa melanoleuca — Пёстрый улит
  - Tringa nebularia — Большой улит
  - Tringa guttifer — Охотский улит
  - Tringa flavipes — Желтоногий улит
  - Tringa stagnatilis — Поручейник
  - Tringa glareola — Фифи
  - Tringa totanus — Травник
  - Calidris tenuirostris — Большой песочник
  - Calidris canutus — Исландский песочник
  - Calidris pusillus — Малый песочник
  - Calidris mauri — Перепончатопалый песочник
  - Calidris ruficollis — Песочник-красношейка
  - Calidris minuta — Кулик-воробей
  - Calidris temminckii — Белохвостый песочник
  - Calidris subminuta — Длиннопалый песочник
  - Calidris minutilla — Песочник-крошка
  - Calidris fuscicollis — Бонапартов песочник
  - Calidris bairdii — Бэрдов песочник
  - Calidris melanotos — Дутыш, или кулик-дутыш
  - Calidris acuminata — Острохвостый песочник
  - Calidris ferruginea — Краснозобик
  - Calidris alpina — Чернозобик
  - Calidris maritima — Морской песочник
  - Calidris ptilocnemis — Берингийский песочник
  - Calidris alba — Песчанка
  - Eurynorhynchus pygmaeus — Лопатень
  - Limicola falcinellus — Грязовик
  - Tryngites subruficollis — Желтозобик
  - Philomachus pugnax — Турухтан
  - Phalaropus tricolor — Трёхцветный плавунчик
  - Phalaropus lobatus — Круглоносый плавунчик
  - Phalaropus fulicarius — Плосконосый плавунчик
- Семейство Чайковые — Laridae
  - Larus crassirostris — Чернохвостая чайка
  - Larus canus — Сизая чайка
  - Larus marinus — Морская чайка
  - Larus glaucescens — Серокрылая чайка
  - Larus hyperboreus — Бургомистр, или большая полярная чайка
  - Larus glaucoides — Полярная, или малая полярная, чайка
  - Larus argentatus — Серебристая чайка
  - Larus fuscus — Клуша
  - Larus heuglini — Халей, или восточная клуша, или западносибирская чайка
  - Larus vegae — Восточносибирская чайка
  - Larus cachinnans — Хохотунья, или южная серебристая чайка
  - Larus armenicus — Армянская чайка
  - Larus ichthyaetus — Черноголовый хохотун
  - Larus schistisagus — Тихоокеанская чайка
  - Larus ridibundus — Озёрная чайка
  - Larus genei — Морской голубок, или тонкоклювая чайка
  - Larus philadelphia — Бонапартова чайка
  - Larus saundersi — Китайская чайка
  - Larus melanocephalus — Черноголовая, или средиземноморская, чайка
  - Larus relictus — Реликтовая чайка
  - Larus minutus — Малая чайка
  - Larus brunnicephalus — Буроголовая, или тибетская, чайка
  - Pagophila eburnea — Белая чайка
  - Rhodostethia rosea — Розовая чайка
  - Xema sabini — Вилохвостая чайка
  - Rissa brevirostris — Красноногая говорушка, или красноногая моевка
  - Rissa tridactyla — Моевка, или трёхпалая чайка
  - Chlidonias niger — Чёрная крачка
  - Chlidonias leucopterus — Белокрылая крачка
  - Chlidonias hybridus — Белощёкая крачка
  - Gelochelidon nilotica — Чайконосая крачка
  - Hydroprogne caspia — Чеграва
  - Sterna paradisaea — Полярная крачка
  - Sterna hirundo — Речная крачка
  - Sterna camtschatica (Sterna aleutica, Onychoprion aleuticus) — Камчатская, или алеутская, крачка
  - Sterna albifrons (Sternula albifrons) — Малая крачка
  - Thalasseus sandvicensis — Пестроносая крачка
- Семейство Поморниковые — Stercorariidae
  - Stercorarius maccormicki — Южнополярный, или антарктический, поморник
  - Stercorarius skua — Большой поморник
  - Stercorarius pomarinus — Средний поморник
  - Stercorarius parasiticus — Короткохвостый поморник
  - Stercorarius longicaudus — Длиннохвостый поморник
- Семейство Чистиковые — Alcidae
  - Alle alle — Люрик
  - Uria aalge — Тонкоклювая кайра
  - Uria lomvia — Толстоклювая кайра
  - Alca torda — Гагарка
  - Cepphus grylle — Обыкновенный чистик
  - Cepphus columba — Тихоокеанский чистик
  - Cepphus carbo — Очковый чистик
  - Brachyramphus marmoratus — Длинноклювый пыжик
  - Brachyramphus brevirostris — Короткоклювый, или серый, пыжик
  - Synthliboramphus antiquus — Ста́рик, или обыкновенный старик
  - Synthliboramphus wumizusume — Хохлатый ста́рик
  - Ptychoramphus aleuticus — Алеутский пыжик
  - Aethia psittacula — Белобрюшка
  - Aethia cristatella — Большая конюга
  - Aethia pygmaea — Малая конюга
  - Aethia pusilla — Конюга-крошка
  - Cerorhinca monocerata — Ту́пик-носорог, или длинноклювый тупик
  - Fratercula arctica — Ту́пик
  - Fratercula corniculata — Ипатка
  - Fratercula cirrhata — Топорок
- Семейство Трёхпёрстки — Turnicidae
  - Пятнистая трёхперстка — Turnix tanki

### ОтрядРябкообразные— Pterocliformes
- Семейство Рябковые — Pteroclidae
  - Syrrhaptes paradoxus — Саджа
  - Pterocles alchata — Белобрюхий рябок
  - Pterocles orientalis — Чернобрюхий рябок

### ОтрядГолубеобразные— Columbiformes
- Семейство Голубиные — Columbidae
  - Columba janthina — японский вяхирь
  - Columba livia — сизый голубь
  - Columba rupestris — скалистый голубь 
  - Columba oenas — клинтух
  - Columba eversmanni — бурый голубь 
  - Columba palumbus — вяхирь, или витютень
  - Streptopelia turtur — обыкновенная горлица
  - Streptopelia orientalis — большая горлица
  - Streptopelia decaocto — кольчатая горлица
  - Streptopelia tranquebarica — короткохвостая горлица 
  - Spilopelia senegalensis — малая горлица
  - Treron sieboldii — японский зелёный голубь

### ОтрядКукушкообразные— Cuculiformes
- Семейство Кукушковые — Cuculidae
  - Hierococcyx hyperythrus — ширококрылая кукушка
  - Cuculus micropterus — индийская кукушка[11]
  - Cuculus canorus — обыкновенная кукушка
  - Cuculus optatus — глухая кукушка[12]
  - Cuculus poliocephalus — малая кукушка[13]
  - Clamator coromandus — каштановокрылая хохлатая кукушка (залёт в Приморье[14])

### ОтрядСовообразные— Strigiformes
- Семейство Сипуховые — Tytonidae
  - Tyto alba — Сипуха
- Семейство Совиные — Strigidae
  - Otus bakkamoena — Ошейниковая совка[15]
  - Otus scops — Сплюшка
  - Otus sunia — Восточная совка[16]
  - Bubo bubo — Филин
  - Nyctea scandiaca (Bubo scandiacus) — Белая сова
  - Ketupa blakistoni — Рыбный филин
  - Strix aluco — Серая, или обыкновенная, неясыть
  - Strix uralensis — Длиннохвостая, или уральская, неясыть
  - Strix nebulosa — Бородатая неясыть
  - Surnia ulula — Ястребиная сова
  - Glaucidium passerinum — Воробьиный сыч, или сыч-воробей
  - Athene noctua — Домовый сыч
  - Aegolius funereus — Мохноногий сыч
  - Ninox scutulata — Иглоногая сова[17]
  - Asio otus — Ушастая сова
  - Asio flammeus — Болотная сова

### ОтрядКозодоеобразные— Caprimulgiformes
- Семейство Настоящие козодои — Caprimulgidae
  - Caprimulgus indicus — большой, или индийский, козодой[18]
  - Caprimulgus europaeus — обыкновенный козодой

### ОтрядСтрижеобразные— Apodiformes
- Семейство Стрижиные, или Стрижи — Apodidae
  - Hirundapus caudacutus — Иглохвостый стриж, или колючехвостый стриж
  - Tachymarptis melba — белобрюхий стриж
  - Apus apus — чёрный стриж
  - Apus pacificus — белопоясный стриж
- Семейство Колибри — Trochilidae
  - Selasphorus rufus — охристый колибри

### ОтрядРакшеобразные— Coraciiformes
- Семейство Зимородковые — Alcedinidae
  - Megaceryle lugubris — Большой пегий зимородок
  - Ceryle rudis — Малый пегий зимородок
  - Alcedo atthis — Обыкновенный зимородок, или голубой зимородок
  - Halcyon pileata — Ошейниковый зимородок, или ошейниковая альциона
  - Halcyon coromanda — Рыжий зимородок, или пламенная альциона
- Семейство Сизоворонковые — Coraciidae
  - Eurystomus orientalis — Восточный широкорот
  - Coracias garrulus — Сизоворонка
- Семейство Щурковые — Meropidae
  - Merops persicus — Зелёная щурка
  - Merops apiaster — Золотистая щурка

### ОтрядПтицы-носороги— Bucerotiformes
- Семейство Удодовые — Upupidae
  - Удод — Upupa epops

### ОтрядДятлообразные— Piciformes

#### СемействоДятловые— Picidae
- Jynx torquilla — Вертишейка
- Dendrocopos canicapillus — Большой острокрылый, или острокрылый, дятел[19]
- Dendrocopos kizuki — Малый острокрылый или карликовый дятел[20]
- Dendrocopos minor — Малый, или малый пёстрый, дятел
- Dendrocopos hyperythrus — Рыжебрюхий, или красношейный, или рыжегрудный, дятел[21]
- Dendrocopos medius — Средний, или средний пёстрый, или вертлявый, дятел[22]
- Dendrocopos leucotos — Белоспинный дятел
- Dendrocopos major — Пёстрый, или большой пёстрый, дятел
- Dendrocopos syriacus — Сирийский дятел[23]
- Dendrocopos leucopterus — Белокрылый дятел[24]
- Picoides tridactylus — Трёхпалый дятел[25]
- Dryocopus martius — Желна, или чёрный дятел
- Picus viridis — Зелёный дятел
- Picus canus — Седой, или седоголовый, дятел[26]

### ОтрядВоробьинообразные—Passeriformes

#### СемействоЖаворонковые—Alaudidae
- Alauda leucoptera — Белокрылый жаворонок
- Melanocorypha bimaculata — Двупятнистый жаворонок, или двупятнистый степной жаворонок
- Alauda gulgula — Индийский жаворонок, или малый полевой жаворонок
- Lullula arborea — Лесной жаворонок, или юла
- Calandrella brachydactyla — Малый жаворонок, или европейский малый жаворонок[27]
- Melanocorypha mongolica — Монгольский жаворонок
- Alauda arvensis — Полевой жаворонок
- Eremophila alpestris — Рогатый жаворонок
- Alaudala rufescens — Серый малый жаворонок
- Alaudala cheleensis — Солончаковый жаворонок[28]
- Melanocorypha calandra — Степной жаворонок
- Galerida cristata — Хохлатый жаворонок
- Melanocorypha yeltoniensis — Чёрный жаворонок
- Alauda arvensis japonica — Японский жаворонок, или японский полевой жаворонок

#### СемействоЛасточковые—Hirundinidae
- Petrochelidon pyrrhonota — Белолобая горная ласточка
- Riparia riparia — Береговушка, или береговая ласточка
- Riparia diluta — Бледная береговушка
- Delichon dasypus — Восточный воронок
- Delichon urbicum — Городская ласточка, или воронок
- Delichon lagopodum
- Hirundo rustica — Деревенская ласточка, или ласточка-касатка
- Tachycineta bicolor — Речная ласточка, или древесная американская ласточка
- Cecropis daurica — Рыжепоясничная ласточка, или каменная ласточка
- Ptyonoprogne rupestris — Скальная ласточка, или горная ласточка, или скалистая ласточка
- Progne subis — Большая ласточка, или пурпурная лесная ласточка

#### СемействоТрясогузковые—Motacillidae
- Американский, или гольцовый, конёк — Anthus rubescens
- Горный конёк — Anthus spinoletta
- Забайкальский конёк, или конёк Годлевского — Anthus godlewskii
- Конёк Мензбира — Anthus menzbieri
- Краснозобый конёк — Anthus cervinus
- Лесной конёк — Anthus trivialis
- Луговой конёк — Anthus pratensis
- Полевой конёк — Anthus campestris
- Пятнистый конёк — Anthus hodgsoni
- Рисовый конек — Anthus rufulus
- Сибирский конёк — Anthus gustavi
- Скальный конёк — Anthus petrosus
- Степной конёк — Anthus richardi
- Белая трясогузка — Motacilla alba
- Японская трясогузка — Motacilla grandis
- Горная трясогузка — Motacilla cinerea
- Желтоголовая трясогузка — Motacilla citreola
- Жёлтая трясогузка — Motacilla flava
  - Черноголовая трясогузка — Motacilla feldegg (Motacilla flava feldegg) 
  - Желтолобая трясогузка — Motacilla lutea (Motacilla flava lutea) 
  - Зелёноголовая трясогузка — Motacilla taivana (Motacilla flava taivana)
- Берингийская жёлтая трясогузка — Motacilla tschutschensis
- Древесная трясогузка — Dendronanthus indicus

#### СемействоЛичинкоедовые—Campephagidae
- Личинкоед, или серый личинкоед — Pericrocotus divaricatus

#### СемействоБюльбюлевые, или короткопалые дрозды —Pycnonotidae
- Hypsipetes  amaurotis — Короткопалый бюльбюль
- Hypsipetes leucocephalus — Белоголовый восточный бюльбюль[29]

#### СемействоКорольковые—Regulidae
- - Желтоголовый королёк — Regulus regulus
  - Красноголовый королёк — Regulus ignicapilla
  - Рубиновоголовый королёк — Regulus calendula

#### СемействоСвиристелевые—Bombycillidae
- Bombycilla japonica — Амурский свиристель
- Bombycilla garrulus — Свиристель, или обыкновенный свиристель

#### СемействоОляпковые—Cinclidae
- Cinclus pallasii — Бурая оляпка
- Cinclus cinclus — Оляпка

#### СемействоКрапивниковые—Troglodytidae
- Troglodytes troglodytes — Крапивник

#### СемействоЗавирушковые—Prunellidae
- Prunella collaris — Альпийская завирушка
- Prunella himalayana — Гималайская завирушка
- Prunella montanella — Сибирская завирушка
- Prunella fulvescens — Бледная завирушка
- Prunella atrogularis — Черногорлая завирушка
- Prunella modularis — Лесная завирушка
- Prunella rubida — Японская завирушка

#### СемействоДроздовые—Turdidae

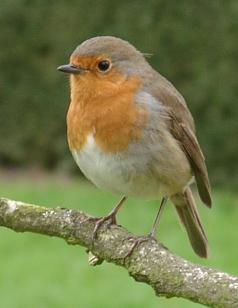
Зарянка (Erithacus rubecula)

- - Myophonus caeruleus — Синяя птица
  - Zoothera sibirica — Сибирский дрозд
  - Zoothera dauma — Пёстрый, или земляной, дрозд
  - Catharus minimus — Малый дрозд
  - Catharus ustulatus — Свэнсонов дрозд
  - Catharus guttatus — Дрозд-отшельник
  - Turdus atrogularis — Чернозобый дрозд
  - Turdus hortulorum — Сизый дрозд
  - Turdus cardis — Белобрюхий дрозд
  - Turdus torquatus — Белозобый дрозд
  - Turdus merula — Чёрный дрозд
  - Turdus obscurus — Оливковый дрозд
  - Turdus pallidus — Бледный дрозд
  - Turdus chrysolaus — Золотистый дрозд
  - Turdus ruficollis — Краснозобый дрозд
  - Turdus naumanni — Дрозд Науманна
  - Turdus pilaris — Рябинник
  - Turdus iliacus — Белобровик
  - Turdus philomelos — Певчий дрозд
  - Turdus viscivorus — Деряба
  - Turdus eunomus — Бурый, или тёмный, дрозд
  - Ixoreus naevius — Разноголосый дрозд, или изменчивый дрозд

#### СемействоЦистиколовые—Cisticolidae
- Cisticola juncidis — Веерохвостая цистикола
- Urosphena squameiceps — Короткохвостка, или короткохвостая камышевка
- Horornis canturians (Cettia canturians, Horeites canturians) — Маньчжурская короткохвостая камышевка

#### СемействоШирококрылые камышёвки—Cettiidae
- Horornis diphone — Настоящая короткокрылая камышовка, или бамбуковая камышевка
- Cettia cetti — Широкохвостка, или соловьиная широкохвостка, или широкохвостая камышовка

#### СемействоСверчковые—Locustellidae
- Locustella davidi — Малая пестрогрудка
- Locustella tacsanowskia — Сибирская пестрогрудка, или камышовка Тачановского
- Locustella lanceolata — Пятнистый сверчок
- Locustella naevia — Обыкновенный сверчок
- Locustella fluviatilis — Речной сверчок
- Locustella luscinioides — Соловьиный сверчок
- Helopsaltes fasciolatus — Таёжный сверчок
- Helopsaltes amnicola — Сахалинский сверчок
- Helopsaltes pryeri — Японский сверчок, или японская камышевка
- Helopsaltes certhiola — Певчий сверчок
- Helopsaltes ochotensis — Охотский сверчок
- Helopsaltes pleskei — Островной сверчок
- Lusciniola melanopogon (Acrocephalus melanopogon) — Тонкоклювая камышевка
- Acrocephalus paludicola — Вертлявая камышевка
- Acrocephalus schoenobaenus — Камышевка-барсучок
- Acrocephalus bistrigiceps — Чернобровая камышовка или пестроголовая камышовка
  - Acrocephalus tangorum — Маньчжурская камышевка
  - Acrocephalus agricola — Индийская камышевка
  - Acrocephalus scirpaceus — Тростниковая камышевка
  - Acrocephalus dumetorum — Садовая камышевка
  - Acrocephalus palustris — Болотная, или кустарниковая, камышевка
  - Acrocephalus arundinaceus — Дроздовидная камышевка
  - Acrocephalus orientalis — Восточная камышовка
  - Phragmaticola aedon (Acrocephalus aedon) — Толстоклювая камышевка
  - Hippolais caligata — Северная бормотушка
  - Hippolais rama — Южная бормотушка
  - Hippolais pallida — Бледная пересмешка
  - Hippolais icterina — Зелёная пересмешка

#### СемействоПеночковые—Phylloscopidae
- Phylloscopus trochilus — Пеночка-весничка
- Phylloscopus collybita — Пеночка-теньковка
- Phylloscopus lorenzii — Кавказская пеночка
- Phylloscopus sindianus — Среднеазиатская теньковка[30]
- Phylloscopus sibilatrix — Пеночка-трещотка
- Phylloscopus fuscatus — Бурая пеночка
- Phylloscopus griseolus — Индийская пеночка
- Phylloscopus schwarzi — Толстоклювая пеночка
- Phylloscopus proregulus — Корольковая пеночка
- Phylloscopus inornatus — Пеночка-зарничка
- Phylloscopus humei — Тусклая зарничка[31]
- Phylloscopus borealis — Пеночка-таловка
- Phylloscopus trochiloides — Зелёная пеночка
- Phylloscopus tenellipes — Бледноногая пеночка
- Phylloscopus borealoides — Сахалинская пеночка
- Phylloscopus occipitalis — Зеленокрылая пеночка[32]
- Phylloscopus coronatus — Светлоголовая пеночка
- Phylloscopus nitidus — Желтобрюхая пеночка

#### СемействоСлавковые—Sylviidae
- Sylvia atricapilla — Славка-черноголовка, или черноголовая славка
- Sylvia borin — Садовая славка
- Sylvia nisoria — Ястребиная славка
- Sylvia nana — Пустынная славка
- Sylvia communis — Серая славка
- Sylvia curruca — Славка-мельничек, или славка-завирушка
- Sylvia mystacea — Белоусая славка
- Sylvia cantillans — Рыжегрудая славка
- (ранее в список ошибочно включались Средиземноморская славка (Sylvia melanocephala) и Славка Рюппеля, чей залёт вполне возможен)[9]

#### СемействоМухоловковые—Muscicapidae
- Monticola saxatilis — Пёстрый каменный дрозд
- Monticola solitarius — Синий каменный дрозд
- Monticola gularis — Белогорлый дрозд
- Muscicapa striata — Серая мухоловка
- Muscicapa griseisticta — Пестрогрудая мухоловка
- Muscicapa sibirica — Сибирская мухоловка, или мухоловка-касатка
- Muscicapa dauurica — Ширококлювая, или даурская, мухоловка
- Ficedula hypoleuca — Мухоловка-пеструшка
- Ficedula albicollis — Мухоловка-белошейка
- Ficedula semitorquata — Полуошейниковая мухоловка
- Ficedula zanthopygia — Желтоспинная мухоловка
- Ficedula narcissina — Японская мухоловка
- Ficedula mugimaki — Таёжная мухоловка, или мухоловка-мугимаки
- Ficedula parva — Малая мухоловка
- Ficedula albicilla — Восточная малая мухоловка
- Cyanoptila cyanomelana — Синяя мухоловка
- Culicicapa ceylonensis — Сероголовая канареечная мухоловка
- Saxicola caprata — Чёрный чекан
- Saxicola rubetra — Луговой чекан
- Saxicola insignis — Большой чекан
- Saxicola rubicola — Западный черноголовый чекан
- Saxicola maurus — Азиатский черноголовый чекан
- Saxicola torquatus — Черноголовый чекан или черногорлый чекан
- Oenanthe oenanthe — Обыкновенная каменка
- Oenanthe finschii — Черно-шейная каменка
- Oenanthe pleschanka — Каменка-плешанка
- Oenanthe hispanica — Испанская, или чёрно-пегая, каменка
- Oenanthe xanthoprymna — Западная златогузая каменка
- Oenanthe deserti — Пустынная каменка
- Oenanthe isabellina — Каменка-плясунья
- Oenanthe picata — Чёрная каменка
- Cercotrichas galactotes — Тугайный соловей
- Phoenicurus erythronotus — Красноспинная горихвостка
- Phoenicurus coeruleocephala — Седоголовая горихвостка
- Phoenicurus ochruros — Горихвостка-чернушка
- Phoenicurus phoenicurus — Обыкновенная, или садовая, горихвостка, или горихвостка-лысушка
- Phoenicurus auroreus — Сибирская горихвостка
- Phoenicurus erythrogaster — Краснобрюхая горихвостка
- Erithacus rubecula — Зарянка, или малиновка
- Larvivora akahige — Японская зарянка
- Larvivora sibilans — Соловей-свистун
- Luscinia luscinia — Обыкновенный, или восточный, соловей
- Luscinia megarhynchos — Южный, или западный, соловей
- Luscinia calliope — Соловей-красношейка
- Luscinia svecica — Варакушка
- Luscinia cyane — Синий соловей
- Tarsiger cyanurus — Синехвостка
- Irania gutturalis — Соловей-белошейка

#### СемействоМонарховые—Monarchidae
- Terpsiphone atrocaudata — Чёрная райская мухоловка[33].
- Terpsiphone paradisi — Райская мухоловка

#### СемействоУсатые синицы(Panuridae)
- Panurus biarmicus — Усатая синица

#### СемействоParadoxornithidae—Суторовые, илитолстоклювые синицы
- Suthora webbiana — Бурая сутора
- Paradoxornis heudei — Тростниковая сутора

#### СемействоДлиннохвостые синицы—Aegithalidae
- Aegithalos caudatus — Ополовник, или длиннохвостая синица

#### СемействоСиницевые—Paridae

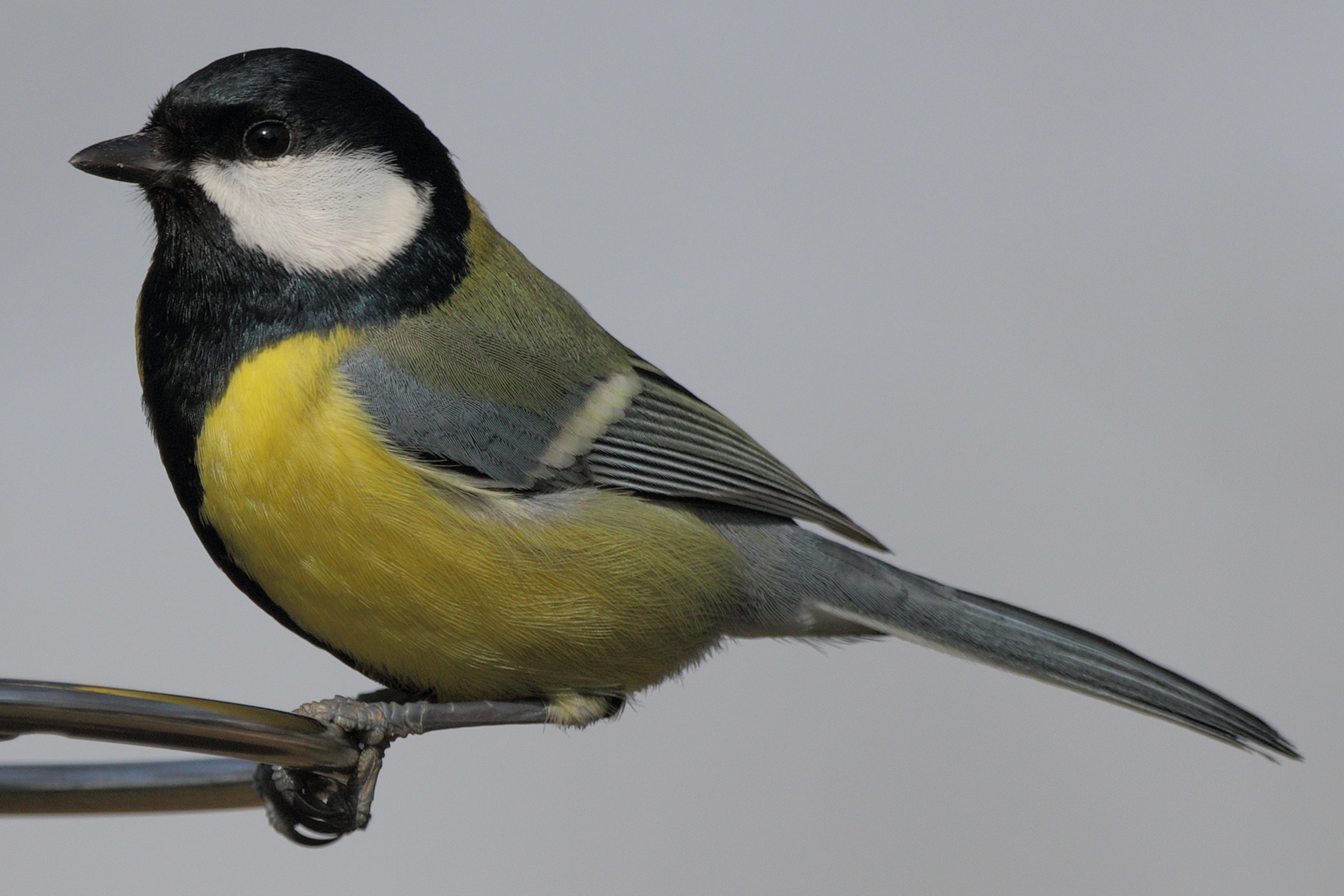
Большая синица (Parus major)

- Poecile palustris — Черноголовая гаичка, или болотная гаичка
- Poecile montana — Буроголовая гаичка, или пухляк
- Poecile cincta — Сероголовая гаичка
- Parus major — Большая синица
- Parus minor — Восточная синица
- Periparus ater — Московка, или чёрная синица
- Lophophanes cristatus — Хохлатая синица, или гренадерка
- Cyanistes caeruleus — Лазоревка, или обыкновенная лазоревка, или зелёная лазоревка
- Cyanistes cyanus — Князёк, или белая лазоревка
- Sittiparus varius — Тиссовая синица, или японская синица
- Pardaliparus venustulus — Желтобрюхая синица[34]

#### СемействоРемезовые—Remizidae
- Remiz pendulinus — Обыкновенный ремез
- Remiz macronyx — Тростниковый ремез
- Remiz coronatus — Черноголовый ремез
- Remiz consobrinus — Китайский ремез

#### СемействоПоползневые—Sittidae
- Sitta europaea — Обыкновенный поползень
- Sitta krueperi — черноголовый поползень
- Sitta villosa — косматый поползень

#### СемействоTichodromidae
- Tichodroma muraria — стенолаз

#### СемействоПищуховые—Certhiidae
- Certhia familiaris — Обыкновенная пищуха
- Certhia brachydactyla — Короткопалая пищуха

#### СемействоБелоглазковые—Zosteropidae
- Zosterops erythropleurus — Буробокая белоглазка
- Zosterops japonica — Японская белоглазка

#### СемействоИволговые—Oriolidae
- Oriolus oriolus — Иволга
- Oriolus chinensis — Черноголовая иволга, или китайская иволга, или китайская черноголовая иволга

#### СемействоСорокопутовые—Laniidae
- - Lanius tigrinus — Тигровый сорокопут 
  - Lanius bucephalus — Японский сорокопут
  - Lanius collurio — Обыкновенный жулан, или сорокопут-жулан
  - Lanius isabellinus — Буланый жулан
  - Lanius cristatus — Сибирский жулан 
  - Lanius vittatus — Индийский жулан
  - Lanius schach — Длиннохвостый сорокопут
  - Lanius excubitor — Серый сорокопут 
  - Lanius meridionalis — Пустынный сорокопут
  - Lanius minor — Чернолобый сорокопут 
  - Lanius sphenocercus — Клинохвостый сорокопут 
  - Lanius senator — Красноголовый сорокопут 
  - Lanius phoenicuroides — Рыжехвостый жулан
  - Lanius nubicus — Маскированный сорокопут

#### СемействоДронговые—Dicruridae
- Dicrurus macrocerus — Чёрный дронго
- Dicrurus hottentottus — Лирохвостый дронго

#### СемействоВрановые—Corvidae
- Perisoreus infaustus — Кукша
- Garrulus glandarius — Сойка
- Cyanopica cyanus — Голубая сорока
- Pica pica — Сорока

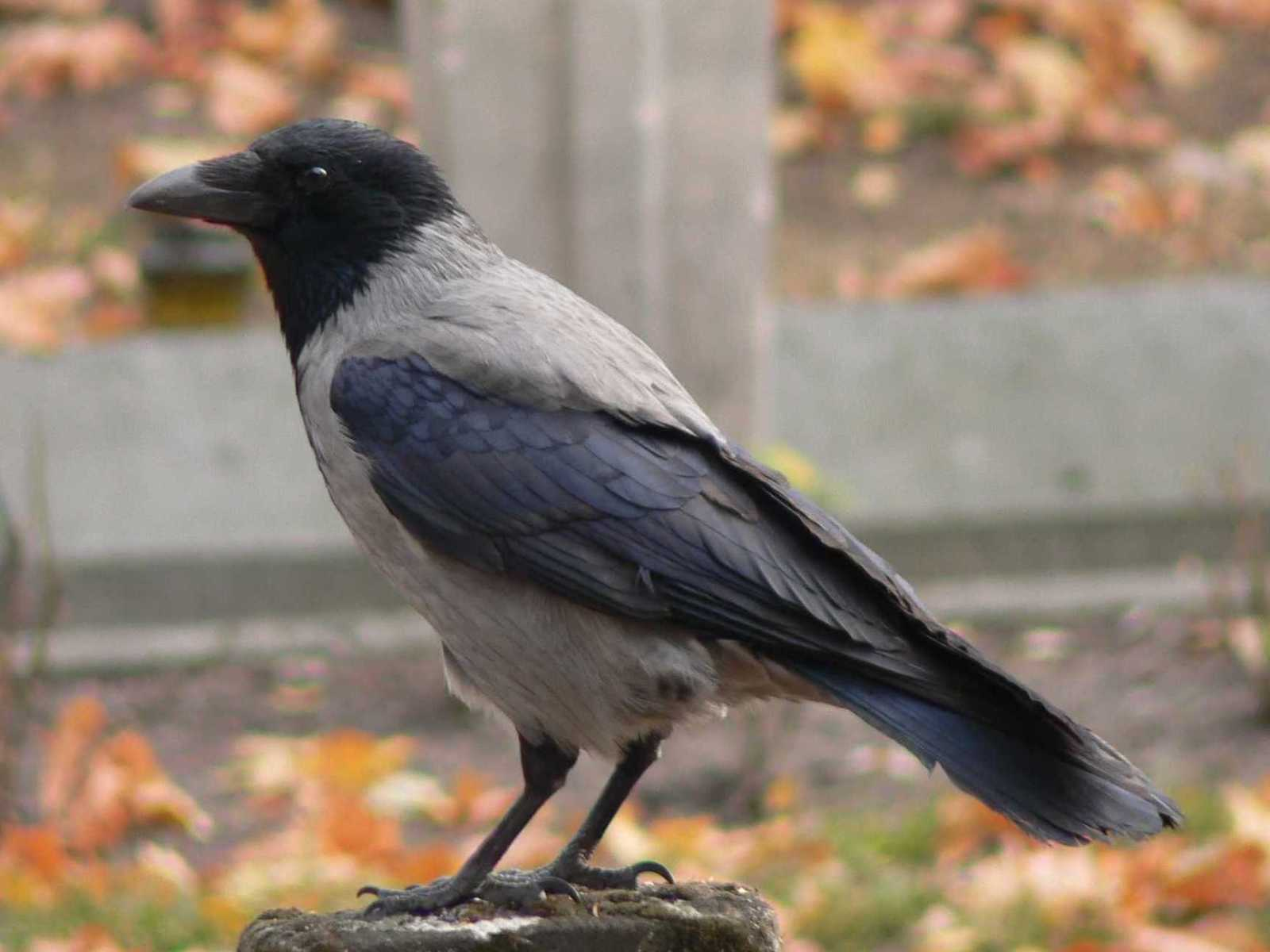
Серая ворона (Corvus cornix)

- Podoces hendersoni — Монгольская саксаульная сойка[источник не указан 2462 дня]
- Nucifraga caryocatactes — Кедровка
- Pyrrhocorax pyrrhocorax — Клушица
- Pyrrhocorax graculus — Альпийская галка
- Coloeus monedula — Галка
- Coloeus dauuricus — Даурская галка
- Corvus frugilegus — Грач
- Corvus corone — Чёрная ворона
- Corvus cornix — Серая ворона
- Corvus macrorhynchos — Большеклювая ворона
- Corvus ruficollis — Пустынный ворон
- Corvus corax — Ворон

#### СемействоСкворцовые—Sturnidae
- Acridotheres tristis — Обыкновенная майна
- Agropsar sturnius — Малый скворец, или даурский скворец
- Agropsar philippensis — Краснощёкий скворец, или японский скворец
- Sturnia sinensis — Южнокитайский малый скворец
- Pastor roseus — Розовый скворец
- Sturnus cineraceus — Серый скворец
- Sturnus vulgaris — Обыкновенный скворец

#### СемействоВоробьиные—Passeridae
- Саксаульный воробей — Passer ammodendri
- Домовый воробей — Passer domesticus
- Черногрудый воробей — Passer hispaniolensis
- Рыжий воробей — Passer rutilans
- Полевой воробей — Passer montanus
- Каменный воробей — Petronia petronia
- Короткопалый воробей — Carpospiza brachydactyla
- Снежный воробей, или снежный вьюрок — Montifringilla nivalis
- Монгольский земляной воробей — Pyrgilauda davidiana

#### СемействоВьюрковые—Fringillidae
- Fringilla coelebs — Зяблик
- Fringilla montifringilla — Юрок

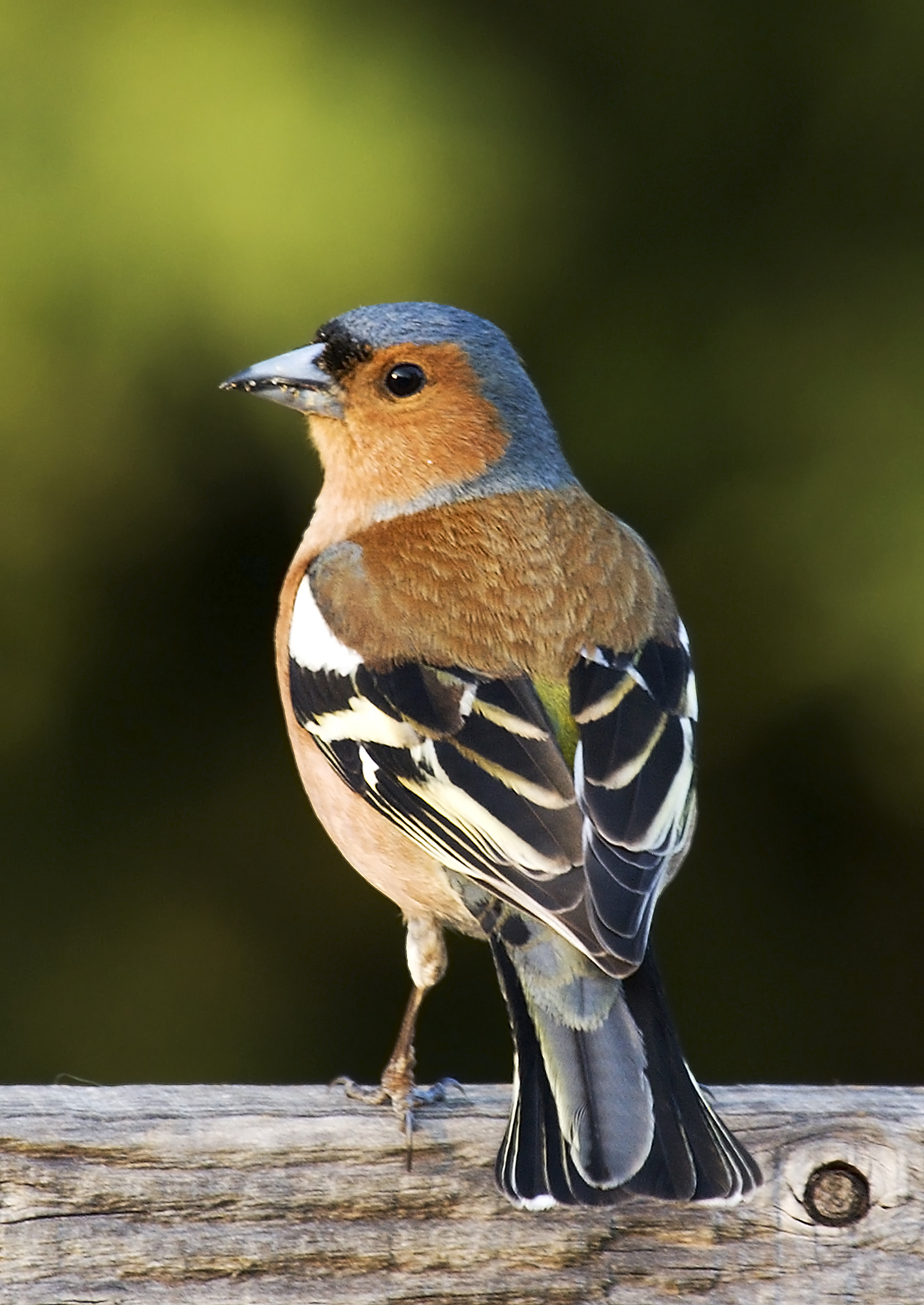
Зяблик (Fringilla coelebs)

- Leucosticte nemoricola — Гималайский, или арчовый, вьюрок
- Leucosticte brandti — Жемчужный горный вьюрок
- Leucosticte arctoa — Сибирский горный вьюрок
- Leucosticte tephrocotis — Американский горный вьюрок
- Pinicola enucleator — Обыкновенный щур
- Carpodacus erythrinus — Обыкновенная чечевица
- Carpodacus roseus — Сибирская чечевица
- Carpodacus rhodochlamys — Арчовая, или малая розовая, чечевица
- Carpodacus rubicilla — Большая чечевица
- Loxia pytyopsittacus — Клёст-сосновик
- Loxia curvirostra — Клёст-еловик, или обыкновенный клёст
- Loxia leucoptera — Белокрылый клёст
- Chloris chloris (Carduelis chloris) — Зеленушка, или обыкновенная зеленушка
- Acanthis flammea (Carduelis flammea) — Чечётка, или обыкновенная чечётка
- Acanthis hornemanni (Carduelis hornemanni) — Пепельная чечётка
- Spinus spinus (Carduelis spinus) — Чиж
- Carduelis carduelis — Щегол, или черноголовый щегол
- Carduelis caniceps — Седоголовый щегол
- Chloris sinica (Carduelis sinica) — Китайская зеленушка
- Acanthis flavirostris (Carduelis flavirostris) — Горная чечётка, или горная коноплянка
- Acanthis cannabina (Carduelis cannabina) — Коноплянка
- Serinus pusillus — Корольковый, или королевский, вьюрок
- Serinus serinus — Канареечный вьюрок
- Pyrrhula pyrrhula — Обыкновенный снегирь
- Pyrrhula griseiventris — Уссурийский снегирь
- Pyrrhula cineracea — Серый снегирь
- Coccothraustes coccothraustes — Обыкновенный дубонос
- Eophona migratoria — Малый черноголовый дубонос
- Eophona personata — Большой черноголовый дубонос
- Mycerobas carnipes — Арчовый дубонос
- Rhodopechys sanguineus — Краснокрылый чечевичник
- Bucanetes githagineus — Пустынный снегирь, или толстоклювый вьюрок
- Bucanetes mongolicus — Монгольский снегирь, или монгольский пустынный вьюрок
- Carpodacus sibiricus — Урагус, или длиннохвостая чечевица, или длиннохвостый снегирь

#### СемействоParulidae—Древесницевые, илиамериканские славковые
- Setophaga  coronata — Миртовый лесной певун
- Parkesia noveboracensis — Речной певун
- Cardellina pusilla — Малая вильсония

#### СемействоОвсянковые—Emberizidae

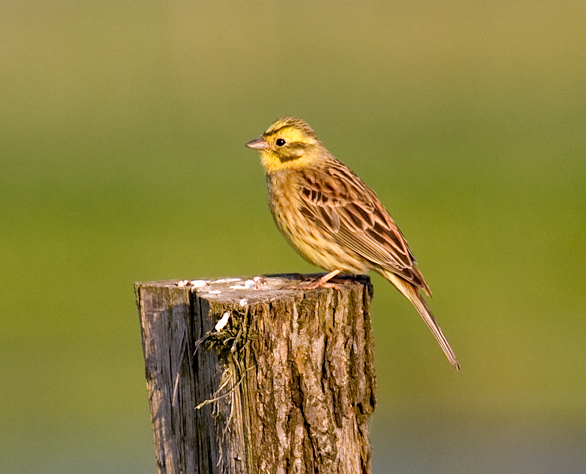
Обыкновенная овсянка (Emberiza citrinella)

- Emberiza citrinella — Обыкновенная овсянка
- Emberiza leucocephalos — Белошапочная овсянка
- Emberiza caesia — Красноклювая овсянка
- Emberiza cirlus — Огородная овсянка
- Emberiza cia — Горная овсянка
- Emberiza godlewskii — Овсянка Годлевского
- Emberiza cioides — Красноухая овсянка, или длиннохвостая овсянка
- Emberiza jankowskii — Овсянка Янковского
- Emberiza buchanani — Скальная овсянка, или каменная овсянка
- Emberiza hortulana — Садовая овсянка
- Emberiza fucata — Ошейниковая овсянка
- Emberiza pusilla — Овсянка-крошка
- Emberiza chrysophrys — Желтобровая овсянка
- Emberiza tristrami — Таёжная овсянка
- Emberiza rustica — Овсянка-ремез
- Emberiza spodocephala — Седоголовая овсянка
- Emberiza personata — Маскированная овсянка
- Emberiza sulphurata — Японская овсянка
- Emberiza aureola — Дубровник
- Emberiza rutila — Рыжая овсянка
- Emberiza variabilis — Сизая овсянка, или серая овсянка, или аспидная овсянка
- Emberiza elegans — Желтогорлая овсянка
- Emberiza melanocephala — Черноголовая овсянка
- Emberiza bruniceps — Желчная овсянка
- Emberiza pallasi — Полярная овсянка
- Emberiza schoeniclus — Камышовая овсянка, или тростниковая овсянка
- Emberiza yessoensis — Рыжешейная овсянка
- Emberiza calandra — Просянка

#### СемействоPasserellidae
- Spizelloides arborea — Древесная воробьиная овсянка
- Spizella passerina — Обыкновенная воробьиная овсянка
- Passerculus sandwichensis — Саванная овсянка
- Passerella iliaca — Пестрогрудая овсянка
- Passerina cyanea — Индиговая овсянка
- Zonotrichia leucophrys — Белоголовая зонотрихия
- Zonotrichia atricapilla — Чернобровая зонотрихия
- Junco hyemalis — Серый юнко
- Melospiza melodia — Певчая овсянка

#### СемействоПодорожниковые—Calcariidae
- Calcarius lapponicus — Лапландский подорожник
- Plectrophenax nivalis — Пуночка
- Plectrophenax hyperboreus — Полярная пуночка

#### СемействоIcteridae—Трупиаловые, илиамериканские иволги, иликассики
- Euphagus carolinus — Ржавчатый трупиал

## Комментарии
1. ↑  Бо́льшая часть Крымского полуострова  является объектом территориальных разногласий между Россией, контролирующей спорную территорию, и Украиной, в пределах признанных большинством государств — членов ООН границ которой спорная территория находится. Согласно федеративному устройству России, на спорной территории Крыма располагаются субъекты Российской Федерации — Республика Крым и город федерального значения Севастополь. Согласно административному делению Украины, на спорной территории Крыма располагаются регионы Украины — Автономная Республика Крым и город со специальным статусом Севастополь.